# Колоньо-аль-Серио
Колоньо-аль-Серио (итал. Cologno al Serio) — город в Италии, находится в регионе Ломбардия, подчиняется административному центру Бергамо.
Население составляет 19 409 человек, плотность населения составляет 553 чел./км². Занимает площадь 17 км². Почтовый индекс — 24055. Телефонный код — 035.
В коммуне 15 августа особо празднуется Успение Пресвятой Богородицы. Сопокровительницей коммуны почитается святая Еврозия.

## Города-побратимы
- Укмерге, Литва
- Тарново-Подгурне, Польша